# Marit Ruth
Marit Sundin, nata Marit Ruth (Hedemora, 1973), è un'ex sciatrice alpina e imprenditrice svedese paralimpica, vincitrice di sei medaglie d'oro, una alle Paralimpiadi invernali del 1992 e cinque ai Campionati mondiali di sci alpino paralimpico di Winter Park nel 1990. Ha creato un'azienda per la realizzazione di una sedia a rotelle su due ruote basata sul dispositivo segway.

## Biografia
All'età di tre anni le sono state amputate entrambe le gambe dopo essere stata investita da un camion. All'età di 12 anni, decisa di voler sciare, ha contattato Ecke Lindgren, che le ha costruito un sit-ski.

## Carriera sciistica
Ha ottenuto un grande successo ai Campionati mondiali del 1990, dove ha vinto tutte e cinque le medaglie d'oro a Winter Park in Colorado. Dopo questa vittoria, per sostenere gli atleti della sua città, è stato istituito un ente di beneficenza a suo nome.
Alle Paralimpiadi invernali del 1992 ad Albertville ha vinto una medaglia d'oro nello slalom gigante; con il tempo di 2:36:78, battendo le statunitensi Shannon Bloedel e Candace Cable. Successivamente, per dolori alla schiena non ha proseguito, ritirandosi dallo sci agonistico.

## Imprenditrice
Ruth (che in seguito ha preso il cognome Sundin), viveva ad Åre, dovendosi spostare in auto per tutte le attività, in particolare la necessità di allontanarsi dalla sua residenza per trovare posti con buona quantità di neve per allenarsi. Sundin ha sperimentato il segway, ordinando una tipologia che permetteva al pilota di sedersi. Tuttavia, per rallentare, il dispositivo dipendeva dal trasferimento del peso e Sundin aveva difficoltà a fermarlo. Di conseguenza ha ideato una nuova sedia montata su binari basata sul modello dello segway. Questo nuovo design consentiva al pilota di trasferire rapidamente il proprio peso e quindi di controllare maggiornemntefebbraio il veicolo.
Nel 2011 Sundin ha avviato un'azienda per commercializzare la sua idea di veicolo basato su Segway. La nuova società si chiama AddMovement e lei è l'amministratore delegato.

## Palmarès

### Paralimpiadi
- 1 medaglia:
  - 1 oro (slalom gigante LW10-11 a Tignes 1992)

### Campionati mondiali
- 5 medaglie:
  - 5 ori (slalom speciale, slalom gigante, supergigante, supercombinata e discesa libera a Winter Park 1990)